# Kostel Povýšení svatého Kříže (Chotíkov)
Kostel Povýšení svatého Kříže je římskokatolický kostel v Chotíkově. Od roku 1958 je chráněn jako kulturní památka.

## Historie
Kostel stojící na tomto místě je poprvé zmiňován v roce 1352, nicméně byl vybudovaný pravděpodobně již o mnoho let dříve. Předpokládá se, že jej při svém poplužním dvoře nechali postavit vladykové z Chotíkova. Kolem roku 1660 tento starší kostel vyhořel a stavba začala chátrat.
Proto byl v roce 1828 zchátralý kostel uzavřen a zbořen. 
Současná podoba kostela je novostavba z roku 1834. Vysvěcení kostela proběhlo 20. září 1835.
V roce 1908 byly do věže kostela zavěšeny dva zvony, z nichž se jeden dochoval do současnosti.

## Stavební podoba
Kostel je jednolodní stavba s užším obdélným presbyteriem na východní straně a vestavěnou věží na západní straně.
Věž má střechu jehlancového, konkávně zkoseného, tvaru.
Střecha věže je rozdělená vertikálně do dvou částí. Spodní část střechy věže je kryta keramickými taškami, bobrovkami, zatímco horní část je oplechovaná.
Na vrcholu střechy věže je makovice, jež nese kříž.
Presbyterium kostela je trojboce uzavřené a ze severní strany k němu přiléhá sakristie. 
Loď kostela je zastřešena valbovou střechou, jež je kryta keramickými taškami, bobrovkami.

## Interiér kostela
Na hlavním oltáři visí v novém rámci z roku 1873, zhotoveném podle návrhu Bedřicha Wachsmanna, rozměrný obraz Krista na kříži s Marií a Janem po stranách. Obraz je připisovaný Karlu Škrétovi a byl sem byl údajně sem darován z některého zrušeného pražského kláštera.
Nad vchodem do sakristie je umístěna dřevořezba svatého Jiří bojujícího s drakem.
Po stranách vítězného oblouku jsou umístěny sochy svatého Václava a svatého Jana Křtitele.

## Galerie

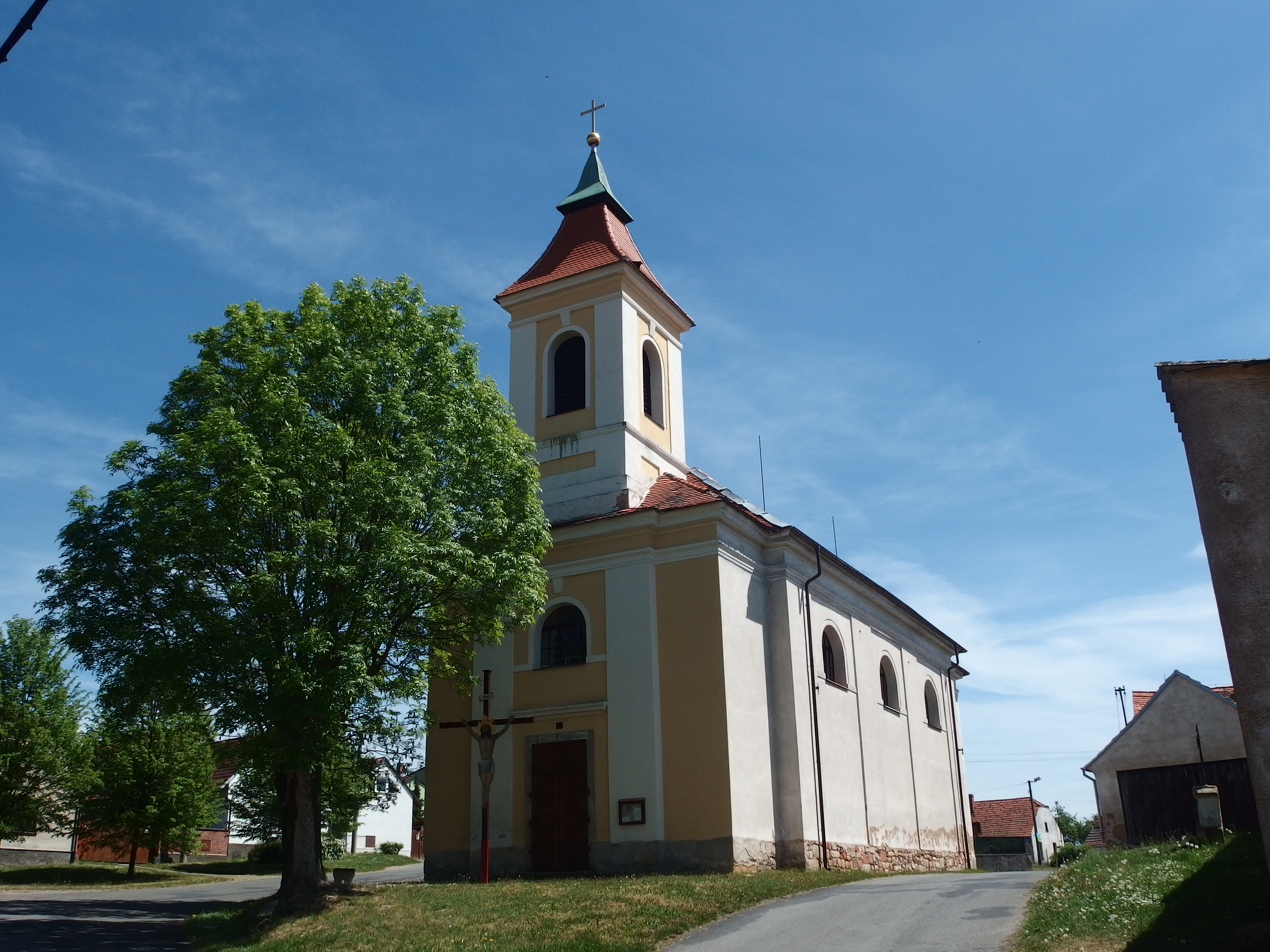
Celkový pohled na kostel od východu
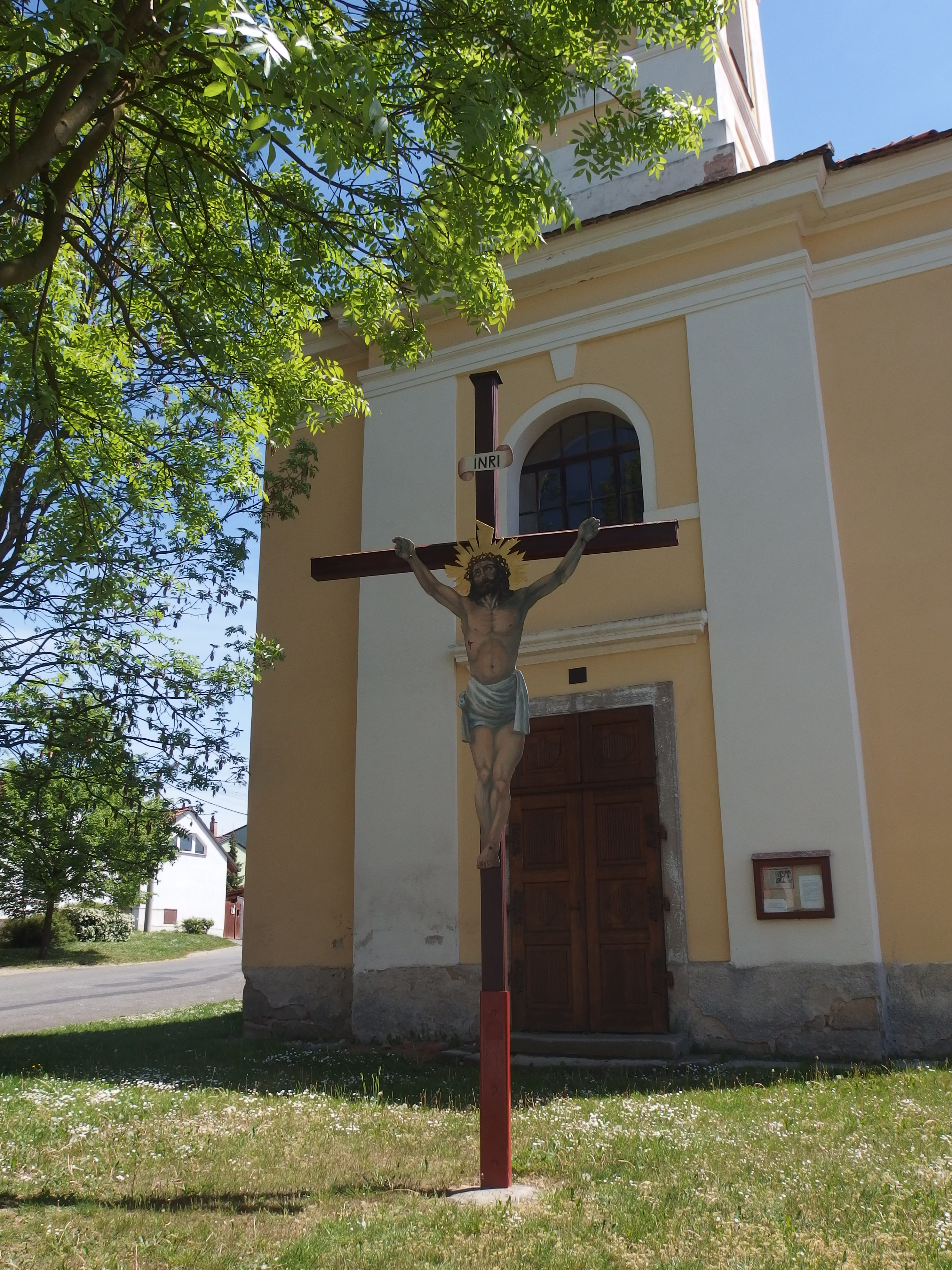
Kříž a vstup do kostela v západním průčelí
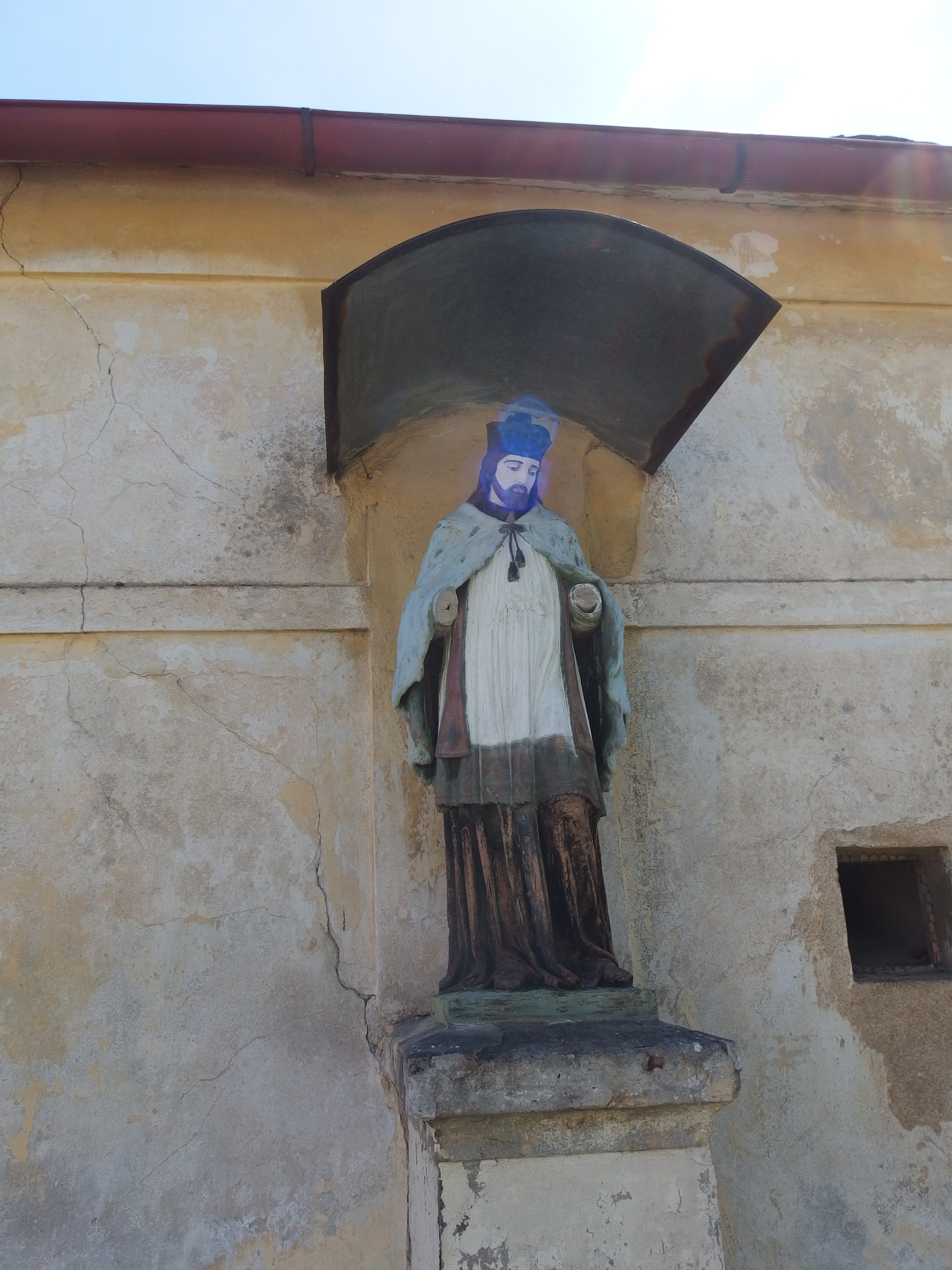
Socha svatého Jana Nepomuckého ve výklenku stěny kostela